# Перт-Бридж
Перт-Бридж (англ. Perth Bridge; также известен как Смитонс-Бридж, Smeaton's Bridge; Олд-Бридж, the Old Bridge; и как Олд Бриг, скотс Auld Brig) ― мост в городе Перт, Шотландия. Пересекает реку Тей и соединяет Перт на западной стороне реки с Бриджендом на её восточной стороне, обеспечивая автомобильное и пешеходное движение по улице Уэст-Бридж-стрит. 
Мост был построен в октябре 1771 года, в Георгианскую эпоху, хотя мемориальная табличка неверно указывает 1766 год в качестве даты «постройки»: на самом деле в этот год строительство только началось. Строительными работами заведовал инженер Джон Смитон, в честь которого мост и был назван. 
Строительные работы финансировались за счёт личных средств Томаса Хэя, 9-го графа Кинноулла, государственной казны, а также пожертвований общественности. После своей постройки мост три года проходил испытания. В феврале 1774 года, во время быстрой оттепели, под его арками раскололся лед и образовалась естественная плотина. Большие участки Перта, включая обе его высоты, были затоплены. Сам мост, однако, стоял твёрдо. Он пережил множество последующих наводнений, и отметки, фиксировавшие эти уровни, до сих пор видны на одной из его опор. 
Увеличение дорожного движения послужило причиной расширения моста: эти работы были проведены в 1869 году А. Д. Стюартом. Каменные парапеты моста были удалены, а пешеходные дорожки были перенесены на железные кронштейны. 

## Галерея

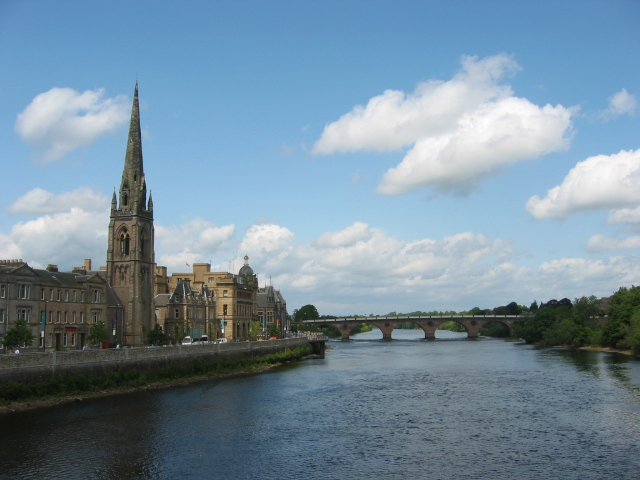
Церковь Святого Матфея на улице Тэй слева от моста
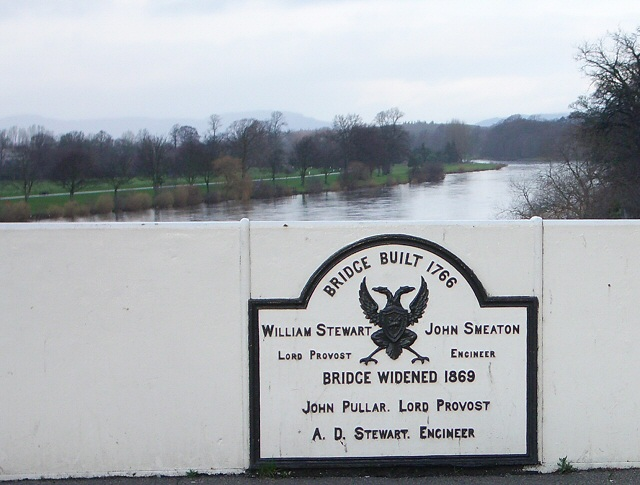
Мемориальная табличка на мосту с указанием года его постройки допускает фактическую ошибку: строительство моста было начато в 1766 году, но завершено в 1771 году. Также упоминается год, когда мост был расширен: 1869.
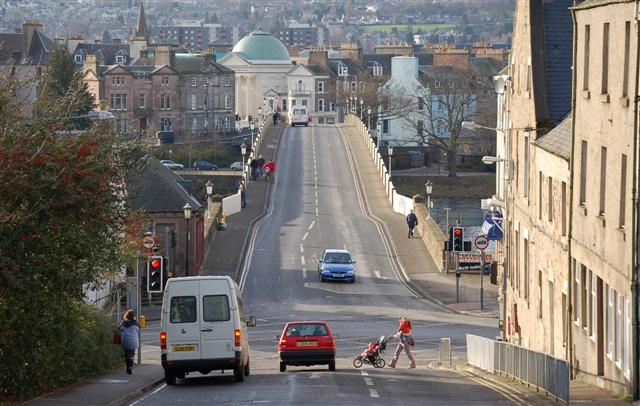
Вид с улицы Ист-Бридж-стрит Бридженда на улицу Вест-Бридж, которая пересекает мост. Гоури-стрит находится слева; Мейн-стрит ― справа. Музей и художественная галерея Перта располагается в самом конце моста
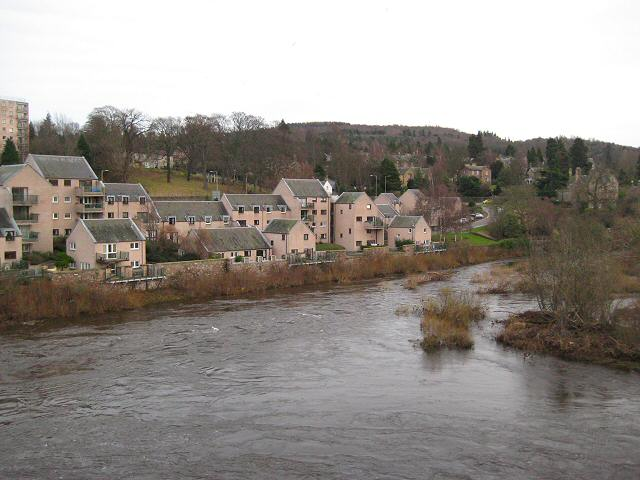
Дома на Коммерсиал-стрит в Бридженде, вид с моста